# Omaha (Nouvelle-Zélande)
Omaha  est une petite localité de plage située sur les berges de la baie d’« Omaha Bay » dans le district de Rodney, dans l’île du Nord de la Nouvelle-Zélande.

## Situation
Elle est localisée à 74,7 km au nord du centre-ville de la cité d’Auckland.
C’est une pointe de sable, qui rejoint la Péninsule de Tawharanui (en) et sépare le mouillage de Whangateau Harbour (en) de la baie d’Omaha.
La ville la plus proche de taille notable est Warkworth, qui est située à 6,8 km au sud-ouest d’Omaha.

## Toponymie
La plage d’Omaha – transcrit du langage Maori signifiant « place du plaisir ».

## Géologie
La pointe de sable d’Omaha s’est formée durant la dernière période glaciaire, soit approximativement 5000 à 6000  ans dans le passé.
La composition des sédiments de la plage est de plus de 70 % de sable de quartz, qui donne à la plage d’Omaha son apparence d’un  " blanc " naturel.
Il y a trois épis ou groynes artificiels, qui ont été placés dans la partie nord de la pointe de sable pour faciliter l’accumulation des sédiments à partir de la dérive littorale.
Le Conseil local a tenté dans les deux dernières décades d’implanter divers groupes de plantes pour stabiliser les dunes, comprenant des  spinifex, Ficinia spiralis ou pingao (en), iceplant (en) et Ammophila ou marram grass.
La pointe d’’Omaha Spit’ a aussi été identifiée par le Département de Conservation ou Doc comme un site significatif de nidation pour l’espèce en danger d’extinction des pluviers de Nouvelle-Zélande (dotterel).
De ce fait, le « Omaha Shorebird Protection Trust » fut constituée en 2009 pour monitorer la population des pluviers (dotterel) d’Omaha.
Un financement de 162,000 $ par le Trust a permis la construction d’une clôture anti-prédateurs terminée en août 2012, aidant à protéger les oiseaux, leurs poussins et les œufs de la prédation par les chats, les rats, les hermines, les belettes et les hérissons.

## Personnalités notables
Omaha est le domicile permanent de plus de 200 familles.
L’ancien premier ministre et leader du Parti National John Key a possédé une propriété dans le village d’Omaha pendant plus de 20 ans.
Le dessinateur de mode de Nouvelle-Zélande Trelise Cooper (en) a aussi une propriété dans le village d’Omaha,tout comme l’ancienne présentatrice de télévision Louise Wallace (en).

## Loisirs
Omaha possède une rampe pour mise à l’eau des bateaux, un club de surf,
un parcours de golf de 18 trous, des courts de tennis, un club de bowling et un terrain de jeux pour les enfants.